# Владимир Чолић Мирић
Владимир Чолић Мирић, познат и као Најневаљалији дечко свога доба (рођен око 1878) је био српски криминалац из 19. века, описан у часопису Полицијски гласник, описан као „најневаљалији дечко свога доба”.

## Биографија
Рођен је око  1878. године, када је објављен чланак о њему, (21. фебруара 1898) имао је двадесет година. Од своје петнаесте године је био по затворима, а до двадесете већ два пута осуђиван због крађа. Није било ниједног старијег жандарма
у Београду који га није бар једном у затвор терао.
Године 1895, био је члан банде криминалаца коју су чинили Чолић, и момци по имену Јагодинче, Бурда, и Топџија. Пошто су сви били малолетни једино је Чолић добио шест месеци затвора због пљачке магацина угледних трговаца. Такође је "оперисао" и у Ваљеву као члан банде коју је водио коцкар по надимку Џавра. Чолић је тада добио годину дана затвора. Од августа до децембра 1898. био је хапшен чак 10 пута од стране београдске полиције (четири пута због крађе и пет пута због скитње). Када је објављен чланак такође се налазио у затвору због крађе коју је извршио са коцкаром Миланом Петровићем.

## Опис из Полицијског гласника
"За Владимира се с правом може казати да је најневаљалији дечко свога доба...Чолић је родом из Београда, син је честитих родитеља. Прилично је и школован, али је непоправљив. Слику му доносимо, те да скренемо пажњу публике, да га се чува, јер је кадар у свако доба да упадне у туђу имовину и да дигне што стигне"

## Након одслужења казне
Није познато шта се десило са Владимиром, пошто многи бројеви Полицијског гласника посебно након пада династије Обреновић нису сачувани. О криминалцима попут Владимира највише је писао први професионални српски полицајац Танасије Миленковић.